# Sarah Dunant
Pour les articles homonymes, voir Dunant.
Sarah Dunant, née le 8 août 1950 à Londres, est une femme de lettres et critique littéraire britannique, auteure de romans policiers et de romans historiques.

## Biographie
Elle fait des études à la Godolphin and Latymer School (en), puis étudie l'histoire au Newnham College de l'université de Cambridge. Après un séjour au Japon, où elle enseigne l'anglais, elle revient en Angleterre et travaille pour le magazine d'information de BBC Radio 4.
Elle est l'une des fondatrices du prix Orange, aujourd'hui rebaptisé le Baileys Women's Prize for Fiction, qui honore chaque année l'œuvre d'une romancière. Elle fait partie du comité éditorial du magazine de la Royal Academy et publie régulièrement des critiques littéraires dans The Times, The Guardian et The Independent. Tous les deux ans, elle donne un cours d'écriture et de civilisation de la Renaissance à l'Université Washington de Saint-Louis et enseigne également l'écriture de fiction à la Oxford Brookes University.
En 1983, elle publie son premier roman, Les mauvais anges font du zèle (Exterminating Angels), coécrit avec Peter Busby et signé du pseudonyme Peter Dunant. Ce roman, publié en français dans la collection Série noire, est qualifié d'« assez original » par Claude Mesplède dans le Dictionnaire des littératures policières. En 1991, avec La Noyade de Polichinelle (Birth Marks), elle amorce une série policière consacrée aux enquêtes de Hannah Wolfe, une détective privée londonienne. Poison mortel (Fatlands, 1993), le deuxième titre de la série, remporte le Silver Dagger Award.
Depuis 2003, elle se cantonne dans l'écriture des romans historiques sur fond d'intrigues amoureuses.

## Œuvre

### Romans signés Sarah Dunant

#### SérieHannah Wolfe
- Birth Marks (1991) Publié en français sous le titre La Noyade de Polichinelle, Paris, Calmann-Lévy (1992)  (ISBN 2-7021-2064-4)
- Fatlands (1993) Publié en français sous le titre Poison mortel, Paris, Calmann-Lévy (1994)  (ISBN 2-7021-2298-1) ; réédition LGF, coll. « Le Livre de poche » no 13697 (1995)  (ISBN 2-253-13697-2)
- Under My Skin (1995) Publié en français sous le titre Beauté fatale, Paris, Calmann-Lévy, coll. « Calmann-Lévy crime » (1996)  (ISBN 2-7021-2568-9)

#### Autres romans
- Snow Storms in a Hot Climate (1988) Publié en français sous le titre Tempêtes de neige en été, Paris, Calmann-Lévy, (1990)  (ISBN 2-7021-1851-8)
- Transgressions (1997) Publié en français sous le titre Transgressions, Paris, Éditions Jean-Claude Lattès, coll. « Suspense & cie » (1998)  (ISBN 2-7096-1856-7) ; réédition, Paris, Pocket no 10532 (1999)  (ISBN 2-266-08698-7)
- Mapping the Edge (1999) Publié en français sous le titre Double Sens, Paris, Éditions Jean-Claude Lattès, coll. « Suspense & cie » (2000)  (ISBN 2-7096-2085-5) ; réédition, Paris, Pocket no 11131 (2001)  (ISBN 2-266-10646-5)
- The Birth of Venus (2003) Publié en français sous le titre La Naissance de Vénus, Paris, Éditions Michel Lafon, coll. « Roman historique » (2004)  (ISBN 2-7499-0104-9) ; réédition, Paris, J'ai lu, coll. « Grands romans » no 8057 (2006)  (ISBN 2-290-34559-8)
- In the Company of the Courtesan (2006) Publié en français sous le titre La Courtisane de Venise, Paris, Éditions Belfond, coll. « Littérature étrangère » (2007)  (ISBN 978-2-7144-4265-9) ; réédition, Paris, Éditions Libra diffusio (2008)  (ISBN 978-2-84492-337-0) ; réédition, Paris, J'ai lu no 8841 (2009)  (ISBN 978-2-290-00834-8)
- Sacred Hearts (2009) Publié en français sous le titre Un cœur insoumis, Paris, Éditions Belfond, coll. « Littérature étrangère » (2010)  (ISBN 978-2-7144-4608-4)
- Blood and Beauty (2013)

### Autres ouvrages signés Sarah Dunant
- The War of the Words: The Political Correctness Debate (1994)
- Age of Anxiety (1996) (coécrit avec Roy Porter)

### Romans signés Peter Dunant

#### SérieMarla Masterson
- Exterminating Angels (1983) (coécrit avec Peter Busby) Publié en français sous le titre Les mauvais anges font du zèle, Paris, Éditions Gallimard, coll. « Série noire » no 2005 (1985)  (ISBN 2-070-49005-X)
- Intensive Care (1986) (coécrit avec Peter Busby)

## Prix et distinctions
- Silver Dagger Award 1993 pour Poison mortel (Fatlands)
- Nommée pour le prix Walter Scott 2010 pour Un cœur insoumis (Sacred Hearts)

## Sources
: document utilisé comme source pour la rédaction de cet article.
- Claude Mesplède (dir.), Dictionnaire des littératures policières, vol. 1 : A - I, Nantes, Joseph K, coll. « Temps noir », 2007, 1054 p. (ISBN 978-2-910-68644-4, OCLC 315873251), p. 635